# Bad Boy (canção de Red Velvet)
"Bad Boy" é uma canção do grupo feminino sul-coreano Red Velvet, lançado como single de The Perfect Red Velvet, reediçao de Perfect Velvet (2017). "Bad Boy" foi lançado por SM Entertainment em 29 de janeiro de 2018, juntamente com o álbum.

## Lançamento e composição
"Bad Boy" é caracterizado como uma cançao de R&B com elementos de hip hop e uma melodia de sintetizador, juntamente com um pesado som de baixo. O single foi composta por The Stereotyes, Maxx Song e Whitney Philips com letras coreanas de Yoo Young-jin, "Bad Boy" descreve atração entre homens maus e mulheres arrogantes. O site de notícias mexicano Milenio chamou a melodia da canção de uma mistura de R&B e hip hop e descreveu suas letras como a história do início do relacionamento do casal. "Bad Boy" foi lançado em 29 de janeiro de 2018.

## Recepção
Tamar Herman da Billboard, chamou a "Bad Boy" de "mais sombria ainda", comparando com os tons do arco-íris de seu último single "Peek-a-Boo" e afirmou que os integrantes "aumentaram suas tendências" com a adição das novas músicas. Herman também comentou sobre o estilo dos membros, observando os "uniformes sexy e trajes de arrestão e couro" que representavan a o grupo como "femme fatales". A coreografia de "Bad Boy" também foi vista como a mais sexy que o grupo já fez. Por fim, ela chamou a música e o álbum de "representantes globais" do lado "veludo" do grupo (uma referência ao conceito dual do grupo), constrastando as músicas "vermelhas" mais peculiares que o grupo lançou no ano anterior.

## Desempenho nas paradas
| Parada (2018)                      | Melhor posição |
| ---------------------------------- | -------------- |
| Japão (Japan Hot 100)              | 49             |
| Coreia do Sul (Gaon)               | 2              |
| Canadá (Canadian Hot 100)          | 87             |
| US World Digital Songs (Billboard) | 2              |

## Histórico de lançamento
| Região           | Data                  | Formato          | Rótulo           |
| ---------------- | --------------------- | ---------------- | ---------------- |
| No mundo inteiro | 29 de janeiro de 2018 | Download digital | SM Entertainment |
| Coreia do Sul    | 29 de janeiro de 2018 | Download digital | SM Entertainment |